# Cratere Snorri
Snorri  è un cratere sulla superficie di Mercurio.